# Saint-Remèze

Saint-Remèze este o comună în departamentul Ardèche din sud-estul Franței. În 1 ianuarie 2022 avea o populație de 848 de locuitori.